# Sandro De Santis
Alessandro De Santis (* 1952 in Rom) ist ein italienischer Regisseur.

## Leben
De Santis schloss an der „Scuola Gaumont“ von Renzo Rossellini ab und beteiligte sich noch im gleichen Jahr, 1983, am Episodenfilm Juke box. Nach einigen Arbeiten als Autor für Fernsehen und Film sowie der Regie einiger Werbefilme arbeitete er als Regieassistent von u. a. Daniele Luchetti. 1996 drehte er den Fernsehfilm Il caso Graziosi und hatte dann 1999 mit dem zwölfteiligen Lezioni di guai Erfolg.

## Filmografie
- 1983: Juke box (Episode)